# Heinrich Anton Hoffmann
Pour les articles homonymes, voir Hoffmann.
Heinrich Anton Hoffmann (Mayence, 24 juin 1770 – Francfort-sur-le-Main, 19 janvier 1842), est un compositeur et violoniste allemand.

## Biographie
Hoffmann étudie la philosophie et le droit et se distingue comme son frère Philipp Karl, dès son enfance, par ses heureuses dispositions pour la musique. Il joue du violon assez bien pour avoir fixé l’attention de Mozart sur son talent : cet artiste joua avec lui quelques-unes de ses sonates pour piano et violon (Francfort, 1790).
Obligé de chercher plus tard des sources pour son existence dans la musique lorsque la mort de son père le laissa sans moyens d’existence, avec Philipp Karl, il entre dans la chapelle de l’électeur de Mayence Charles-Théodore de Dalberg, sous la direction de Vincenzo Righini. Pendant le blocus de sa ville natale, il se retire au Rheingau avec son frère, revient ensuite à Mayence, pour fuir de nouveau pendant les troubles révolutionnaires, par un séjour à Aschaffenbourg, où il reste jusqu’en 1799. Il entre alors, en qualité de premier violon, au théâtre national de Francfort et il est nommé second répétiteur, en 1801. En 1803, il est nommé directeur des concerts du prince primat. En 1817, il est choisi pour remplir les fonctions de second chef de musique du théâtre et deux ans après, il est nommé directeur et l’un des chefs d’orchestre à la suite de Louis Spohr.
Lorsqu'en 1821, Guhr est appelé à remplir la place de directeur de musique du théâtre de Francfort, Hoffmann reprend celle de premier violon et de second chef ; et ce jusqu’en 1835, lorsqu'il se retire, avec une pension, après trente-six ans de service, âgé de 65 ans. Dès lors, il vit dans le repos, continuant seulement à écrire une quinzaine de duos pour violon et violoncelle, genre de composition dans lequel il a obtenu des succès, pour leur originalité et de leur sonorité. Sont appréciés également, ses six quatuors à cordes.

## Œuvres
- Symphonie concertante pour deux violons principaux, op. 2 (Offenbach, 1795)
- Trois quatuors pour 2 violons, alto et basse, op. 3 (Offenbach, 1795)
- Six duos pour 2 violons, op. 4 (Mayence, Schott « graveur de musique de la cour »)
- Quintette pour 2 violons, 2 altos et violoncelle (Vienne, Mechetti)
- Trois duos pour violon et violoncelle, op. 5, livre 1 ; idem, liv. 2 (Offenbach, Johann André)
- Deux duos pour violon et violoncelle, op. 6 (Offenbach, Johann André)
- Premier concerto pour violon et orchestre, op. 7 (Offenbach, Johann André)
- Deuxième concerto pour violon et orchestre, op. 8 (Mayence, Schott)
- Trois quatuors pour 2 violons, alto et basse, op. 9
- Duo brillant pour violon et violoncelle (Vienne, Hasslinger)
- Six chants avec accompagnement de piano (Offenbach, Johann André 1799)
- Six chansons allemandes avec accompagnement de piano  (Offenbach, Johann André)

## Discographie
- Grand duos concertants, extraits de l'opus 5 et 6 - Jansa Duo : Christine Rox, violon et Klaus-Dieter Brandt, violoncelle (juillet 2009, SACD Ars Produktion ARS 38 071) (OCLC 762848052)
- Quatuors à cordes, op. 3 [1795] – Alte Musik Köln (janvier 2011, Ars Produktion ARS 38 163)

## Sources
- François-Joseph Fétis, Biographie universelle des musiciens et bibliographie générale de la musique, vol. 4, Paris, Librairie Firmin Didot, 1866–1868, 522 p. (OCLC 614247299, lire en ligne), p. 345.
- Egmont Michels, Heinrich Anton Hoffmann, Leben und Werk. Schott, Mayence 1972, 162 p.  (OCLC 467943782)
- (de) Thorsten Hindrichs, « Hoffmann (Komponisten) : Hoffmann, Heinrich Anton », dans MGG Online, Bärenreiter et Metzler, 2003